# まっくろけ節
『まっくろけ節』（まっくろけぶし）は、明治、大正期に活躍した演歌師の添田唖蝉坊が発表した流行歌である。

## 概要
「まっくろ節」「まっくろけのけ節」とも呼ばれる。
一般的な音頭のようなリズムを持つ。

## 歌詞
箱根山　昔ゃ背で越す　駕籠で越す　今じゃ寝ていて　汽車で越す
トンネルくぐれば　まっくろけのけ　オヤオヤまっくろけのけ
与市兵衛　杖を頼りに　とぼとぼと　オ～イオ～イと　定九郎
提灯ばっさり　まっくろけのけ　オヤオヤまっくろけのけ
桜島　薩摩の国の　桜島　煙を吐いて　火を噴いて
十里四方が　まっくろけのけ　オヤオヤまっくろけのけ

## 替え歌
1969年発売の三菱鉛筆ボールペン「純黒（まっくろけ）」のCMソングとして、北島三郎が替え歌を歌っていた。2011年6月8日発売のCD『はやし・こば CM WORKS』（SOLID RECORDS CDSOL-1421）に収録されている。
1980年代のバラエティ番組『オレたちひょうきん族』の登場キャラクター「妖怪人間知っとるケ」のテーマソング『しっとるケ音頭』として替え歌が使用された。

## この曲を録音した歌手
- 市助 - 「まっくろけ節」（1913年（大正2年）、オリエント・レコード A733）
- 都家かつ江 - 「まっくろけ節」（日本コロムビア）
- 小林旭 - 「アキラのまっくろけ節」（1961年4月30日、日本コロムビア SA-626）
- 春日八郎 - 「まっくろけ節」（1962年、LP『春日八郎の明治・大正はやり唄』に収録）
- なぎらけんいち - 「まっくろけ節」（1974年12月5日、LP『春歌』カレイドスコープ KL-0001に収録）
- 越路吹雪 - 「まっくろけ節」（2004年4月1日、『コーちゃんのお座敷うた』に収録。越路版は3番の歌詞が身体障害者の感情を傷つける恐れがあるとして[2]要注意歌謡曲指定制度において不適当な個所を削除または改訂すればよいとするCランク指定を制度が失効する1988年まで受け続けた[3][4]。）